# Marco Dino Brogi
Marco Dino Brogi OFM (* 12. März 1932 in Alexandria; † 29. November 2020 in Careggi, Florenz) war ein italienischer Ordensgeistlicher, römisch-katholischer Erzbischof und Diplomat des Heiligen Stuhls.

## Leben
Marco Dino Brogi trat der Ordensgemeinschaft der Franziskaner bei und empfing am 5. Mai 1963 die Priesterweihe. Von 1991 bis 1997 war er Untersekretär der Kongregation für die orientalischen Kirchen tätig.
Papst Johannes Paul II. ernannte ihn am 13. Dezember 1997 zum Apostolischen Nuntius im Sudan, Apostolischen Delegaten in Somalia und Titularerzbischof von Città Ducale. Der Papst persönlich spendete ihm am 6. Januar des darauffolgenden Jahres die Bischofsweihe; Mitkonsekratoren waren Giovanni Battista Re, Substitut des Staatssekretariates, und Jorge María Mejía, Sekretär der Kongregation für die Bischöfe.
Am 5. Februar 2002 wurde Marco Dino Brogi zum Apostolischen Nuntius in Ägypten und Ständigen Beobachter bei der Arabischen Liga ernannt. Dieses Amt hatte er bis zum 27. Januar 2006 inne. Papst Benedikt XVI. ernannte ihn am 27. Januar 2006 zum Konsultor des Staatssekretariates – Sektion für die Beziehungen mit den Staaten.